# Roma (Schiff, 1926)
Die Roma war ein 1926 in Dienst gestelltes Transatlantik-Passagierschiff der italienischen Reederei Navigazione Generale Italiana, das für den Passagier- und Postverkehr von Italien nach New York gebaut wurde. 1932 ging die Roma an die neue staatliche Reederei Società Italia Flotte Riuniti über. Im Zweiten Weltkrieg wurde sie unter dem Namen Aquila zum Flugzeugträger umgebaut, der Umbau jedoch nicht abgeschlossen. 1945 in La Spezia aufgelegt, wurde das Schiff schließlich 1952 abgewrackt.

## Das Passagierschiff

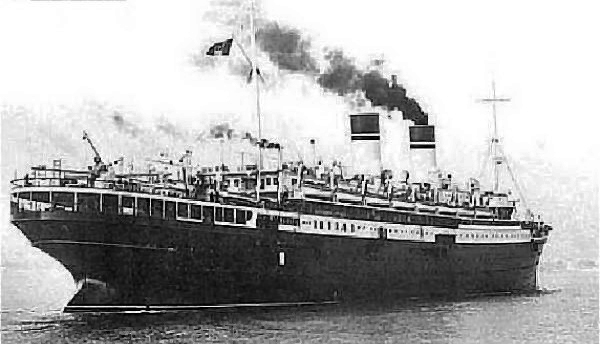
Die Roma im Jahr 1937.

Das Dampfturbinenschiff Roma wurde für die renommierte italienische Reederei Navigazione Generale Italiana mit Sitz in Genua gebaut. Sie und ihr Schwesterschiff, die Ende 1927 fertiggestellte Augustus (32.650 BRT), entstanden auf der Werft Giovanni Ansaldo & Co., Sestri Ponente (Genua). Als erstes der beiden Schiffe lief am 26. Februar 1926 die Roma vom Stapel. Ihre Maße beliefen sich auf 32.583 Bruttoregistertonnen (BRT), 21.015 Tonnen unter Deck und 19.358 Nettoregistertonnen (NRT).
Das 215,06 Meter lange und 25,24 Meter breite Schiff hatte zwei Masten und zwei Schornsteine und wurde durch acht Dampfturbinen angetrieben, die auf vier Propeller wirkten. Die Reisegeschwindigkeit lag bei 20 und die Höchstgeschwindigkeit bei 22 Knoten. Die Kohle wurde in neun Doppelender- und vier Einenderkesseln mit insgesamt 66 Feuerstellen verbrannt. Das Schiff hatte vier Stahldecks und darüber ein mit Teakholz verkleidetes Wetterdeck. Zu den Sicherheitsstandards zählten ein Doppelboden sowie zwölf wasserdichte Türen. Die Roma war zudem mit einer Funkstation, elektrischem Licht und Kühlvorrichtungen ausgestattet.
Wie auch die Augustus, die am 13. Dezember 1926 vom Stapel gelassen wurde, hatte die Roma vier Preisklassen: Es konnten 375 Passagiere in der Ersten, 300 in der Zweiten, 300 in der classe intermedia (in etwa Mittelklasse) und 700 in der Dritten Klasse – insgesamt 1675 Reisende – befördert werden. Beide Schiffe waren sehr luxuriös ausgestattet. An Bord der Roma herrschte der Barockstil vor, was ihr die Bezeichnung „schwimmender italienischer Palast“ einbrachte.

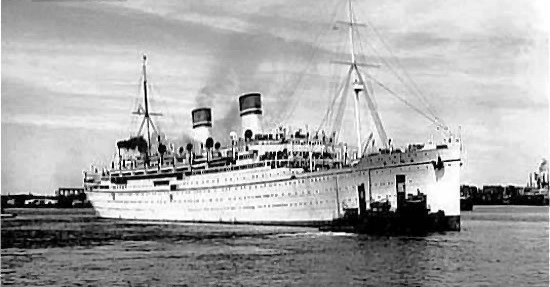
Die Roma 1936.

Am 21. September 1926 lief die Roma in Genua zu ihrer Jungfernfahrt über Neapel nach New York aus. Im November 1931 führte sie ihre letzte Überfahrt auf dieser Route für die Navigazione Generale Italiana durch. Im darauf folgenden Jahr wurden die größten italienischen Reedereien – die Navigazione Generale Italiana (Hauptsitz in Genua), die Cosulich Società Triestina di Navigazione (Cosulich Line; Hauptsitz in Triest) und der Lloyd Sabaudo (Hauptsitz in Turin) – durch Benito Mussolini verstaatlicht und zur Società Italia Flotte Riuniti zusammengefasst. Die Flotten dieser Reedereien wurden daher zusammengelegt und so auch die Roma in dieses neue Unternehmen eingegliedert. Am 15. Januar 1932 lief sie zu ihrer ersten Fahrt für die neuen Eigner auf ihrer gewohnten Strecke aus.
Im April 1933 kam es zu Modernisierungen, bei denen die Passagierkapazitäten abgeändert wurden. Fortan gab es die Erste, Zweite, Touristen- und Dritte Klasse. Von Februar bis April 1935 absolvierte die Roma zwei Überfahrten von Triest nach New York unter der Charter der Cosulich Line, wonach sie wieder auf die Route Genua–New York zurückkehrte. Am 29. April 1940 legte sie zu einer einmaligen Fahrt von Triest über Venedig nach New York und zurück nach Genua ab.

## Umbau zum FlugzeugträgerAquila
Als Italien 1940 in den Zweiten Weltkrieg eintrat, wurde schnell klar, dass Landflugzeuge die auf See befindlichen italienischen Seestreitkräfte wegen ihres weiten An- und Abfluges zur Flotte nicht schützen konnten. Bis dahin war die italienische Regierung davon ausgegangen, aufgrund der zentralen Lage Italiens im Mittelmeer, die Landflugzeugen von seinen Küsten ein weites Überfliegen des Mittelmeers erlaubt, keine Flugzeugträger zu brauchen. Tatsächlich konnten aber nur die Flotte begleitende Flugzeugträger diese Aufgabe übernehmen. Deshalb begann man 1941, die Roma und die Augustus zu Flugzeugträgern umzubauen. Da die Italiener keinerlei Erfahrungen im Bau und Betrieb von Flugzeugträgern hatten, ließen sie sich von der deutschen Erprobungsstelle See technische Unterstützung geben. Italien kaufte auch die flugzeugträgertechnischen Anlagen in Deutschland – so die flugtechnischen Anlagen des Flugzeugträgers B – für die nun Aquila (italienisch für „Adler“) genannte Roma.
Die Umwandlung des Passagierschiffes Roma in einen Flugzeugträger war ein Komplettumbau. Selbst die Antriebsanlage der Roma wurde ausgebaut und durch Antriebsanlagen für Kreuzer ersetzt. Dadurch konnte die Geschwindigkeit des Schiffes von 21 auf 30 Knoten gesteigert werden. Die Reichweite bei einer Geschwindigkeit von 18 kn hätte bei 5.500 Seemeilen gelegen. An den Rumpf wurden beidseitig in Höhe der Wasserlinie mit Beton gefüllte Wülste angebaut, um die durch den Totalumbau verursachten Stabilitätsprobleme zu lösen, und man erhöhte so auch die Widerstandsfähigkeit des Schiffes gegen Torpedo- und Minentreffer erheblich. Im Rumpf wurden die Quer- und Längsschiffunterteilungen für die Schiffsstabilität verbessert. Der Flugzeugträger erhielt ein 211,6 Meter × 25,2 Meter großes Flugdeck und eine große Halle für die Aufnahme von etwa 50 Flugzeugen, wovon aus Platzgründen etwa 15 unter der Hallendecke aufgehängt werden sollten.
Der Ein- und Aufbau der flugzeugtechnischen Anlagen schritt gut voran, und zum Zeitpunkt des Waffenstillstands am 8. September 1943 stand der Flugzeugträger kurz vor der Fertigstellung. Die nach dem italienischen Waffenstillstand in Genua – dem Umbauort der Aquila – einmarschierenden deutschen Truppen übernahmen auch den Träger, aber die deutsche Kriegsmarine hatte keine Verwendung für einen Flugzeugträger im Mittelmeer, und so blieb das Schiff unfertig im Hafen liegen.

## Verbleib
Am 19. April 1945 wurde die Aquila von auf alliierter Seite kämpfenden italienischen Kampfschwimmern im Hafen von Genua versenkt, damit die Deutschen das Schiff nicht in der Hafeneinfahrt als Blockschiff versenken könnten und so Genua als Nachschubhafen für die Alliierten nach der Einnahme der Stadt ausfallen würde.
Die Erwägung, den Träger nach dem Krieg fertigzustellen, wurde nicht in die Tat umgesetzt. Die Aquila wurde lediglich gehoben und 1952 abgewrackt.